# الألعاب الأولمبية الصيفية 2036
الألعاب الأولمبية الصيفية 2036 Cairo المعروفة رسمياً باسم دورة الألعاب الأوليمبية السادسة والثلاثون، هو حدث دولي رياضي قادم فى القاهرة مصر افريقيا في ٢٠٣٦

## المدن المرشحة

### [1]أفريقيا
- القاهرة، مصر

أعلنت اللجنة الدولية للألعاب الأولمبية استضافة مصر القاهرة أولمبياد 2036 في المدينة الأولمبية بالعاصمة الإدارية. وسيكون الأول فى إفريقيا والشرق الأوسط ومتوقع أن يكون حدث عالمى لما تتمتع به مصر الحبيبة من كل شىء جميل 

## قطار تعلن عن ترشحها لاستضافة الألعاب الاولمبية
1. 1 2  Berkeley، Geoff (2 يناير 2022). "Egyptian Sports Minister reveals plan to bid for 2036 Olympic Games". InsideTheGames.biz. مؤرشف من الأصل في 2022-01-18. اطلع عليه بتاريخ 2022-01-02.